# Llengües indoàries
Les llengües indoàries són una de les branques en què se separaren les llengües indoeuropees. Van originar-se al voltant dels Urals i es van expandir cap al sud, a les terres d'allò que avui en dia és l'Índia.

Entre les llengües indoàries destaquen el sànscrit (molt usat en lingüística comparada, amb pocs parlants primaris però la de més parlants secundaris pel seu ús ritual), l'hindustànic, amb les seves variants hindi i urdu, respectivament associades als hindús i als musulmans de l'Índia i el Pakistan, el bengalí o el panjabi, com a més parlades. També en forma part el romaní o llengua original dels gitanos. Tot i que és una de les famílies amb més representants, no se'n pot fer una llista tancada perquè presenta molts dialectes de transició. Els seus escrits es remunten al 2000 aC, sobretot en obres administratives, literàries i religioses. S'estima que l'any 2005 els parlants nadius d'aquest grup eren uns 900 milions.

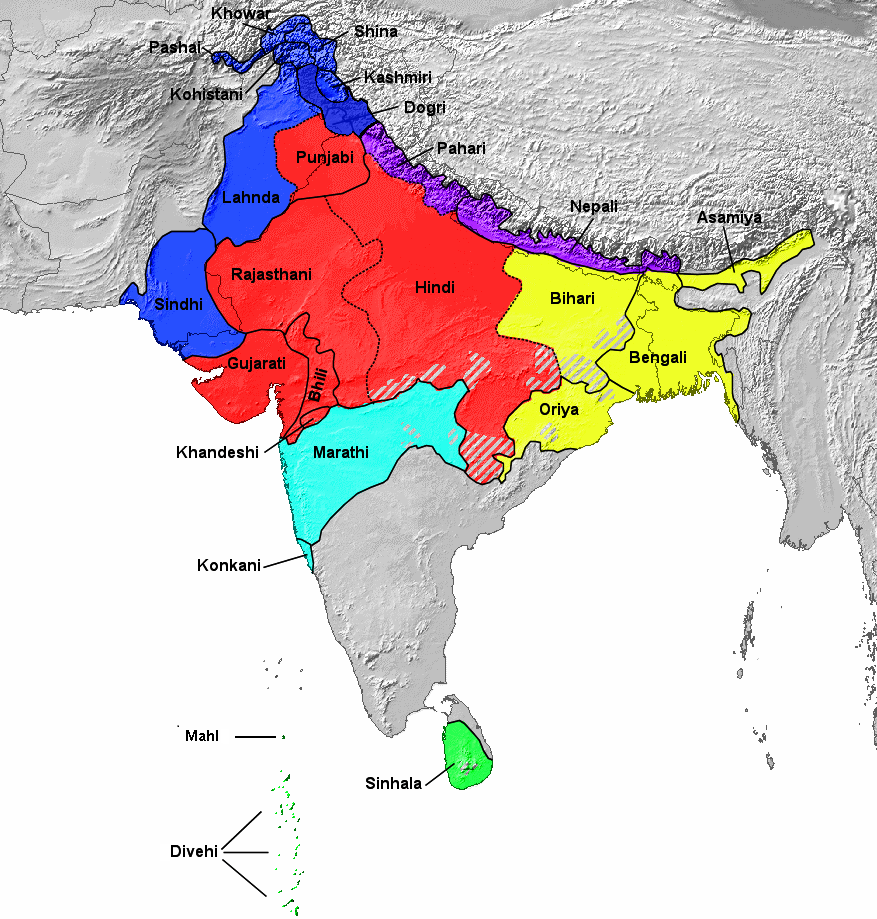
Llengües indoàries segons SIL Ethnologue:
Zona central
Zona septentrional
Zona del nord-oest
Zona oriental
Zona meridional
Insular

## Classificació

### Grups
La següent classificació segueix Masica (1991) i Kausen (2006).

#### Dàrdic
Les llengües dàrdiques són un grup de llengües indoàries parlades principalment als extrems nord-occidentals del subcontinent indi. El dàrdic va ser formulat per primera vegada per George Abraham Grierson al seu Linguistic Survey of India, però no ho va considerar una subfamília de l'indoari. El grup dàrdic com a agrupació genètica (en lloc d'areal) ha estat analitzat i qüestionat fins a cert punt per estudiosos recents: Southworth, per exemple, diu que "la viabilitat del dàrdic com a subgrup genuí de l'indoari és dubtosa" i que "les similituds entre [les llengües dàrdiques] poden ser el resultat d'una convergència posterior”.
Les llengües dàrdiques es consideren transicionals amb el panjabi i el pahari (per exemple, Zoller descriu el caixmir com "una baula entre el dàrdic i el pahāṛī occidental"), així com el nuristànic no indoari; i són conegudes pels seus trets relativament conservadors en el context del protoindoari.
- Caixmiri (Kashtawari/Kishtwari, Poguli, Rambani)
- Xina: Brokskad, Kundal Shahi, Shina, Ushojo, Kalkoti, Palula, Savi;
- Chitral: Kalash, Khowar;
- Kohistani: Kalami, Torwali, kalkoti, Kohistani de l'Indus, Bateri, Chilisso, Gowro, wotapuri-katarqalai i Tirahi;
- Pashai
- Kunar: Dameli, Gawar-Bati, Shumashti i Nangalami (inclou el Grangali)

#### Zona nord (septentrionals)
Les llengües indoàries septentrionals, també conegudes com a llengües pahari ("dels turons"), es parlen a totes les regions de l'Himàlaia del subcontinent.
- Pahari oriental: Nepalès, Jumli, Doteli;
- Pahari central: Garhwali, Kumaoni;
- Pahari occidental (Himachali): Dogri, Kangri, Bhadarwahi, Churahi, Bhateali, Bilaspuri, Chambeali, Gaddi, Pangwali, Mandeali, Mahasu Pahari, Jaunsari, Kullu, Pahari Kinnauri, Hinduri, Sarazi, Sirmauri.

#### Zona nord-oest(nord-occidentals)
Les llengües indoàries del nord-oest es parlen a totes les regions del nord-oest del subcontinent indi. El panjabi es parla sobretot a la regió del Panjab i és la llengua oficial de l'estat de Panjab, al nord de l'Índia, a més de ser la més parlada al Pakistan. Al sud, es parla el sindhi i les seves variants, principalment al Sind. Es creu que les llengües del nord-oest descendeixen del sauraseni.
- Panjabi
  - Panjabi oriental: Panjabi, Doabi, Majhi, Malwai, Puadhi, Sansi;
  - Panjabi occidental (Lahnda): Saraiki, Hindko, Pahari-Pothwari, Inku†;
- Sindhi: Sindhi, Jadgali, Kachchi, Luwati, Memoni, Khetrani, Kholosi.

#### Zona oest(occidentals)
Les llengües indoàries occidentals es parlen a les zones centrals i occidentals de l'Índia, com Madhya Pradesh i Rajasthan, a més de les regions contigües de Pakistan. El gujarati és la llengua oficial de Gujarat, i la parlen més de 50 milions de persones. A Europa, diverses llengües romaní són parlades pel poble romaní, una comunitat itinerant que històricament va emigrar des de l'Índia. Es creu que les llengües indoàries occidentals han divergit de les seves homòlogues del nord-oest, encara que tenen un antecedent comú al sauraseni.
- Rajasthani: Rajasthani estàndard, Bagri, Marwari, Mewati, Dhundari, Harauti, Mewari, Shekhawati, Dhatki, Malvi, Nimadi, Gujari, Goaria, Loarki, Bhoyari, Kanjari, Od;
- Gujarati: Gujarati, Jandavra, Saurashtra, Aer, Vaghri, Parkari Koli, Kachi Koli, Wadiyara Koli;
- Bhil: Kalto, Vasavi, Wagdi, Gamit, Vaagri Booli;
  - Bhil del Nord: Bauria, Bhilori, Magari;
  - Bhil central: Bhili, Bhilali, Chodri, Dhodia, Dhanki, Dubli;
  - Bareli: Palya Bareli, Pauri Bareli, Rathwi Bareli, Pardhi;
- Khandeshi
- Lambadi
- Domaaki
- Domari
- Romaní: Romaní dels Carpats, Romaní Balcànic, Romaní Vlax;
  - Romaní del Nord: Romaní sinte, Kalo finlandès, Romaní bàltic.

#### Zona central(Madhya o Hindi)
A l'Índia, les llengües hindi es parlen sobretot a les regions del cinturó hindi i la Plana Indogangètica, inclosa Delhi i els seus voltants, on sovint es troben en transició amb les llengües veïnes. Moltes d'aquestes llengües, com ara el braj i l'awadhi, tenen una rica tradició literària i poètica. L'urdú, un derivat persa del kariboli, és la llengua oficial del Pakistan i també té fortes connexions històriques amb l'Índia, on també ha estat designat amb estatus oficial. L'hindi, un registre estandarditzat i sanscrit del khaṛībolī, és la llengua oficial del Govern de l'Índia. Juntament amb l'urdú, és la tercera llengua més parlada del món.
- Hindi occidental: Hindustànic (incloent l'hindi estàndard i l'urdú estàndard), Braj, Haryanvi, Bundeli, Kanauji, Parya;
- Hindi oriental: Bagheli, Chhattisgarhi, Surgujia;
  - Awadhi: Hindi de Fiji.

#### Zona est(orientals)
Les llengües indoàries orientals, també conegudes com a llengües magadanes, es parlen a tot el subcontinent oriental, inclosos Orissa i Bihar, juntament amb altres regions que envolten el corredor nord-occidental de l'Himàlaia. El bengalí és la setena llengua més parlada del món i té una gran tradició literària; els himnes nacionals de l'Índia i Bangla Desh estan escrits a bengalí. L'assamès i l'oriya són les llengües oficials d'Assam i Orissa, respectivament. Les llengües indoàries orientals descendeixen de l'Apabhramsha i, en última instància, del Magadhi pràcrit.
- Bihari:
  - Bhojpuri, Hindustànic del Carib;
  - Magahi, Khortha;
  - Maithili, Angika, Bajjika, Dehati;
  - Sadànic: Sadri (Nagpuri), Kurmali (Panchpargània);
  - Tharu,[8] Tharu Kochila, Buksa, Majhi, Musasa;
  - Kumhali, Kuswaric:[9] Danwar, Pot-Darai;
- Halbic: Halbi, Kamar, Bhunjia, Nahari;
- Oriya: Baleswari, Kataki, Ganjami, Sundargadi, Sambalpuri, Desia;
  - Bodo Parja, Bhatri, Reli, Kupia;
- Bengalí-Assamès: Bishnupriya Manipuri, Hajong, Chittagonià,[10] Chakma, Noakhali, Tanchangya, Rohingya, Sileti;[11]
  - Bengalí-Gauda: Bengalí, Bangalí Oriental, Rarhi (Bengalí occidental), Varendra, Sundarbani, Manbhumi, Dhakaiya Kutti, Dobhashi;
  - Kamarupic: Assamès, Kamrupi, Goalpariya, Rangpuri, Surjapuri, Rajbangsi;

#### Zona sud(meridionals)
Les llengües marathi-konkani descendeixen en última instància del maharashtri, mentre que les llengües indoàries insulars descendeixen del prakrit elu i posseeixen diverses característiques que les distingeixen notablement de la majoria de les seves homòlogues indoàries continentals. El poble marathi també és conegut com a "No identificable", a causa de la seva complexa posició geogràfica entre el nord i el sud de l'Índia.
- Marathi-Konkani
  - Marathi: Marathi, Varhadi, Andh, Berar-Deccan Marathi, Phudagi, Katkari, Varli, Kadodi;
  - Konkani: Konkani, Konkani Canarés, Konkani Maharashtri.

#### Índic insular
Les llengües índiques insulars (de Sri Lanka i Maldives) van començar a desenvolupar-se de forma independent i a divergir de les llengües indoàries continentals des del voltant del segle V aC.
- Indoari insular
  - Singalès
  - Divehi (mahl a Minicoi)

#### No classificades
Les llengües següents estan emparentades entre si, però no estan classificades dins de l'indoari:
- Chinali–Lahul Lohar: Chinali,[13] Lahul Lohar.